# Hyperonová hvězda
Hyperonová hvězda je hypotetický stav, ve kterém se nachází jádro hvězdy po supernově, když jeho hmotnost byla vyšší než 2× hmotnost Slunce a přitom nižší než Tolmanova–Oppenheimerova–Volkoffova mez (občas nazývaná Landauova-Opppenheimerova-Volkoffova mez), tedy 3–5 Sluncí. Hustoty hyperonové hvězdy by se měly pohybovat mezi 1015–1017 kg.m³, což je horní hranice pro hustotu neutronové suprakapaliny, hlavní složky neutronových hvězd a 1017–1019 kg.m³, kdy už by pokračovalo další hroucení a hyperonové plazma by se dále rozpadlo na kvarky a objekt by se stal kvarkovou (podivnou) hvězdou nebo preonovou hvězdou, což jsou poslední fáze před zhroucením do černé díry, kde hmota ztrácí individualitu.
Jak napovídá název, tak jsou hyperonové hvězdy složeny z hyperonů, nejtěžších částic s hmotností až 3000× větší než elektron (výjimkou jsou superenergetické složky kosmického záření a některé exotické formy kvarkových komplexů, jako čtyřkvarkový „mezon“ X(3872), tetrakvark Ds(2317) a dva druhy pentakvarků). Ty jsou nestabilní a velice rychle se rozpadají, ale v hyperonovém plazmatu, z něhož jsou hyperonové hvězdy složeny, pro jejich rozpadové produkty není místo a hyperony se stávají stabilními. Hyperony spolu s nukleony patří mezi baryony, částice skládající se ze tří kvarků.
Hyperonové plazma se může vyskytovat i v jádrech neutronových hvězd pod vrstvou neutronové suprakapaliny, spolu s dalšími exotickými formami hmoty jako je pionový kondenzát a snad i kvark-gluonové plazma.
Hyperonové hvězdy zatím nebyly ve vesmíru pozorovány.